# 쉐보레 업랜더
쉐보레 업랜더(Chevrolet Uplander)는 제너럴 모터스가 쉐보레 브랜드로 생산·판매한 대형 미니밴으로, 2005년에 벤처의 후속 차종으로 출시되었다.

## 1세대

### 업랜더(2005년~2008년9월)

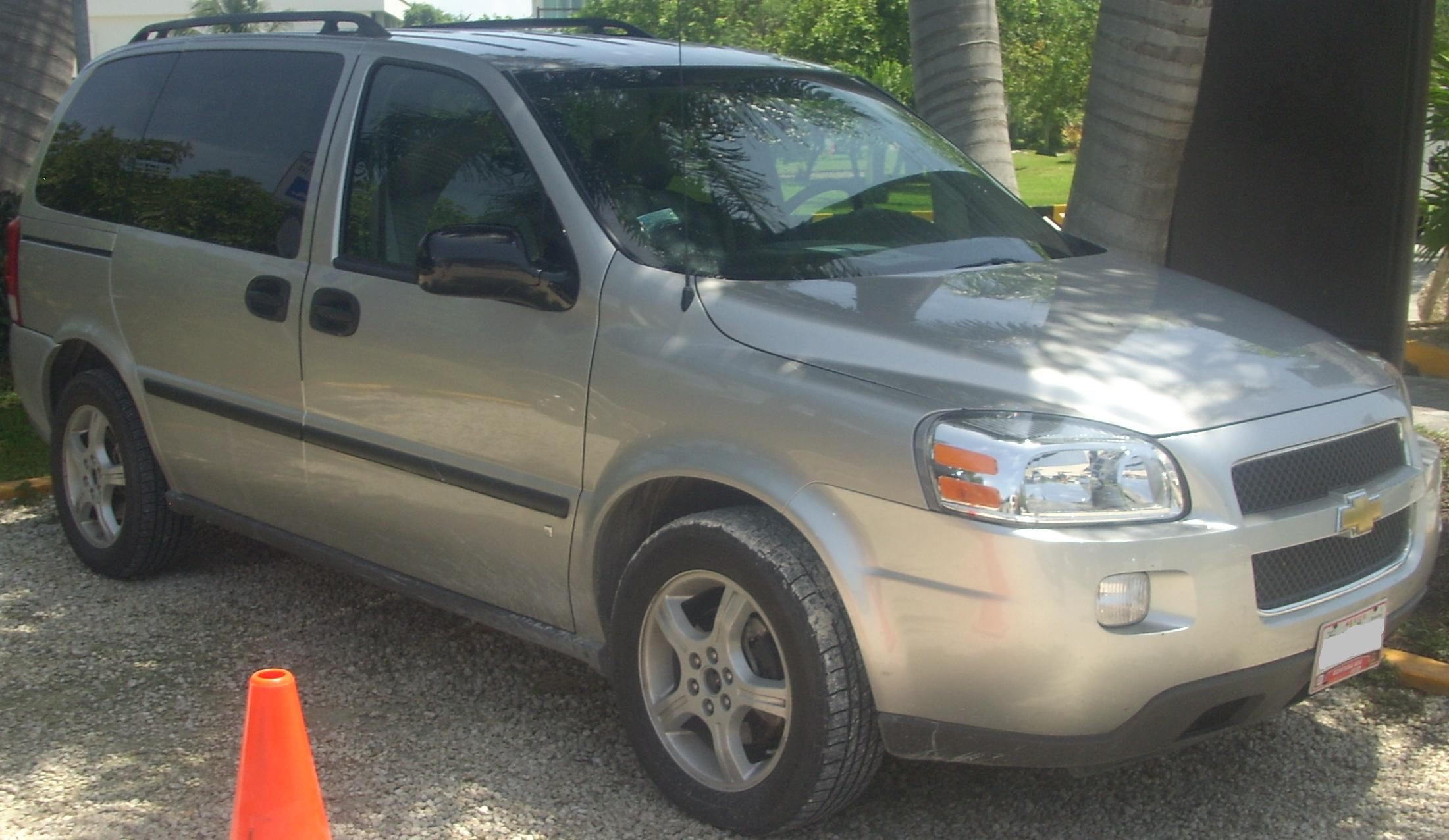
쉐보레 업랜더 정측면

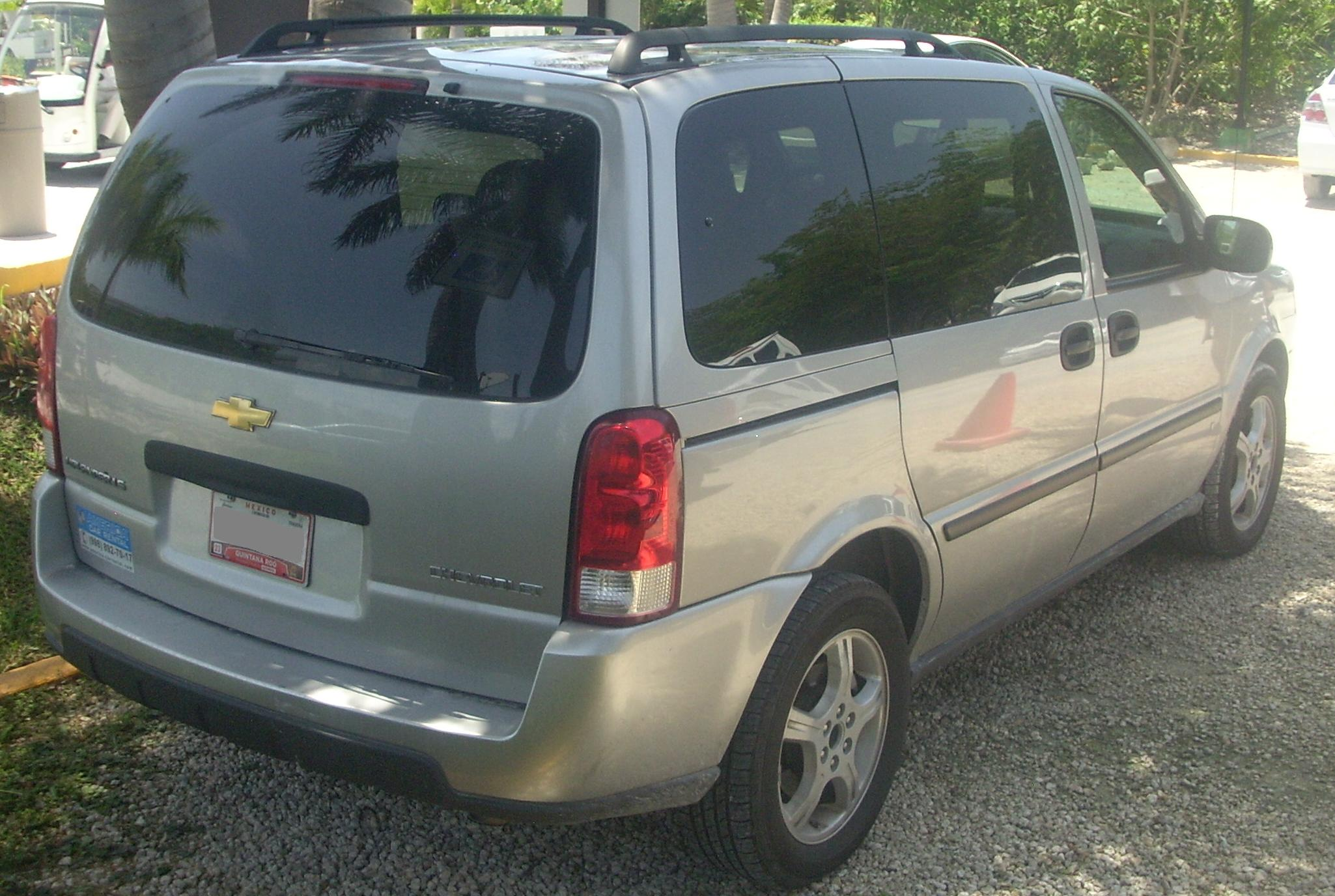
쉐보레 업랜더 후측면

전형적인 GM의 뱃지 엔지니어링된 차량으로, 형제 차종으로는 폰티액 몬타나 SV6, 새턴 릴레이, 뷰익 테라자가 있다. 구동 방식은 전륜구동과 4륜구동으로 나뉘었다. 2008년 9월에 저조한 판매 실적으로 인해 후속 차종 없이 단종되었고, 현재 업랜더의 자리는 대형 SUV인 트래버스가 채우고 있다.